# 赫伯特·维德曼
赫伯特·维德曼（德語：Herbert Wiedermann，1927年11月1日—），奥地利男子皮划艇运动员。他曾代表奥地利参加1952年、1956年和1960年夏季奥林匹克运动会皮划艇比赛，共获得二枚铜牌。